# Quipile
Quipile è un comune della Colombia facente parte del dipartimento di Cundinamarca.
Il centro abitato venne fondato da Josè María Lozano nel 1825.